# Stadtmuseum Halle

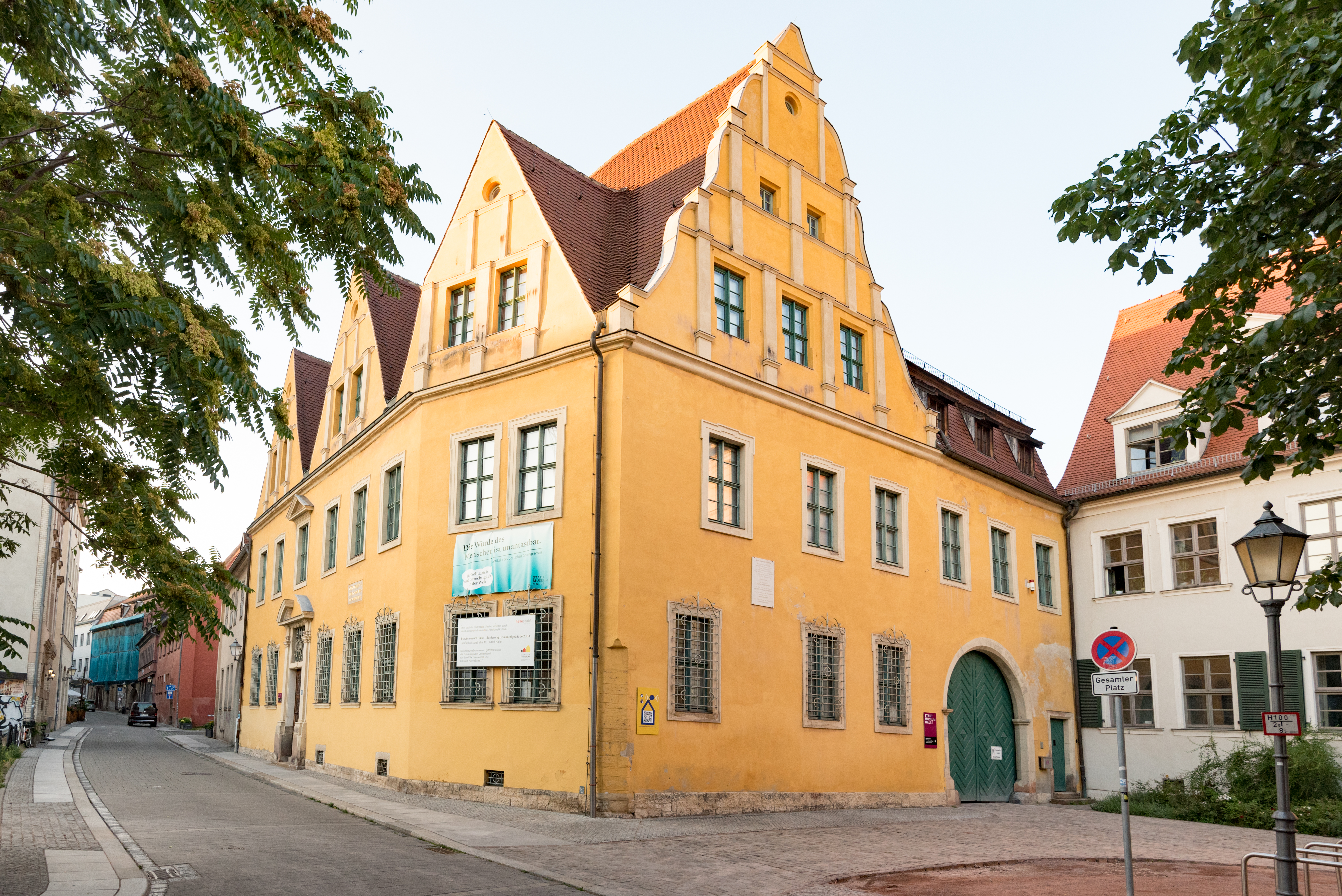
Stadtmuseum Halle im Christian-Wolff-Haus

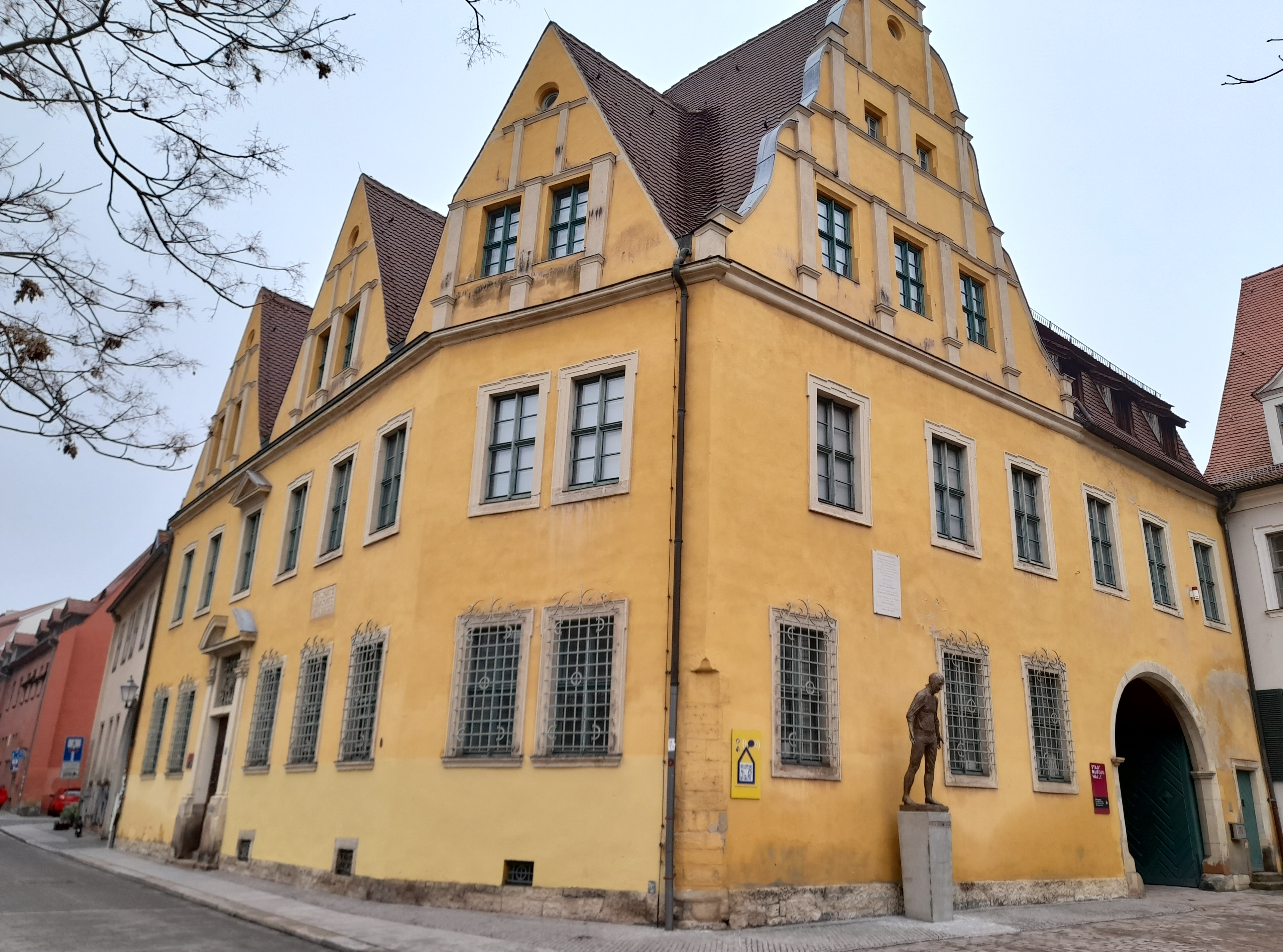
Christian-Wolff-Denkmal, eingeweiht am 6. Dezember 2021, vor dem Christian-Wolff-Haus

Das Stadtmuseum Halle ist das stadtgeschichtliche Museum der Stadt Halle (Saale). Der Stammsitz ist in dem unter Denkmalschutz stehenden Gebäudeensemble des Christian-Wolff-Hauses, Große Märkerstraße 10, untergebracht, in dem von 1741 bis 1754 der Aufklärungsphilosoph und Universitätsprofessor Christian Wolff (1679–1754) lebte und arbeitete. Filialen des Stadtmuseums befinden sich in der Oberburg Giebichenstein, im Roten Turm, in den Hausmannstürmen der Marktkirche Unser Lieben Frauen und im Leipziger Turm.

## Geschichte des Museums
Die Geschichte des Stadtmuseums Halle beginnt 1954 mit der Gründung des Heimatmuseums im Christian-Wolff-Haus. Von 1975 bis 1990 firmierte es unter dem Namen „Geschichtsmuseum der Stadt Halle“. Zum 31. März 1990 erfolgte die Umbenennung in „Kulturhistorisches Museum Halle“.
Daneben wurde noch am 14. Oktober 1989 im ehemaligen Schützenhaus Glaucha, Lerchenfeldstraße 14, das „Museum für Geschichte der revolutionären Arbeiterbewegung im Bezirk Halle. Otto-Schlag-Haus“ eröffnet. Die gesellschaftlichen Ereignisse führten jedoch zur sofortigen Schließung der Dauerausstellung. Im Jahr 1991 kam es schließlich zur Gründung des Museums für Geschichte der Stadt Halle, das beide Museen miteinander vereinigte. In den Folgejahren war im Schützenhaus Glaucha neben wechselnden Sonderausstellungen die stadtgeschichtliche Dauerausstellung untergebracht.
Im Christian-Wolff-Haus wurde 1994 die Dauerausstellung zum 18. Jahrhundert Halle im Zeitalter der Aufklärung eröffnet. 2005 wurde die überalterte Dauerausstellung im Schützenhaus Glaucha geschlossen, um am Standort Große Märkerstraße 10 ein zeitgemäßes Stadtmuseum für Halle aufzubauen. Heute befindet sich in der Lerchenfeldstraße das Depot des Stadtmuseums.
Seit 2009 nennt sich das Museum offiziell Stadtmuseum Halle. Im Jahre 2011 ist die Ausstellungsfläche um das Nebengebäude, die ehemalige Druckerei Gebauer-Schwetschke, erweitert worden, so dass die beiden Dauerausstellungen seit 2012/2013 in diesem Haus gezeigt werden können.

## Standorte

### Christian-Wolff-Haus

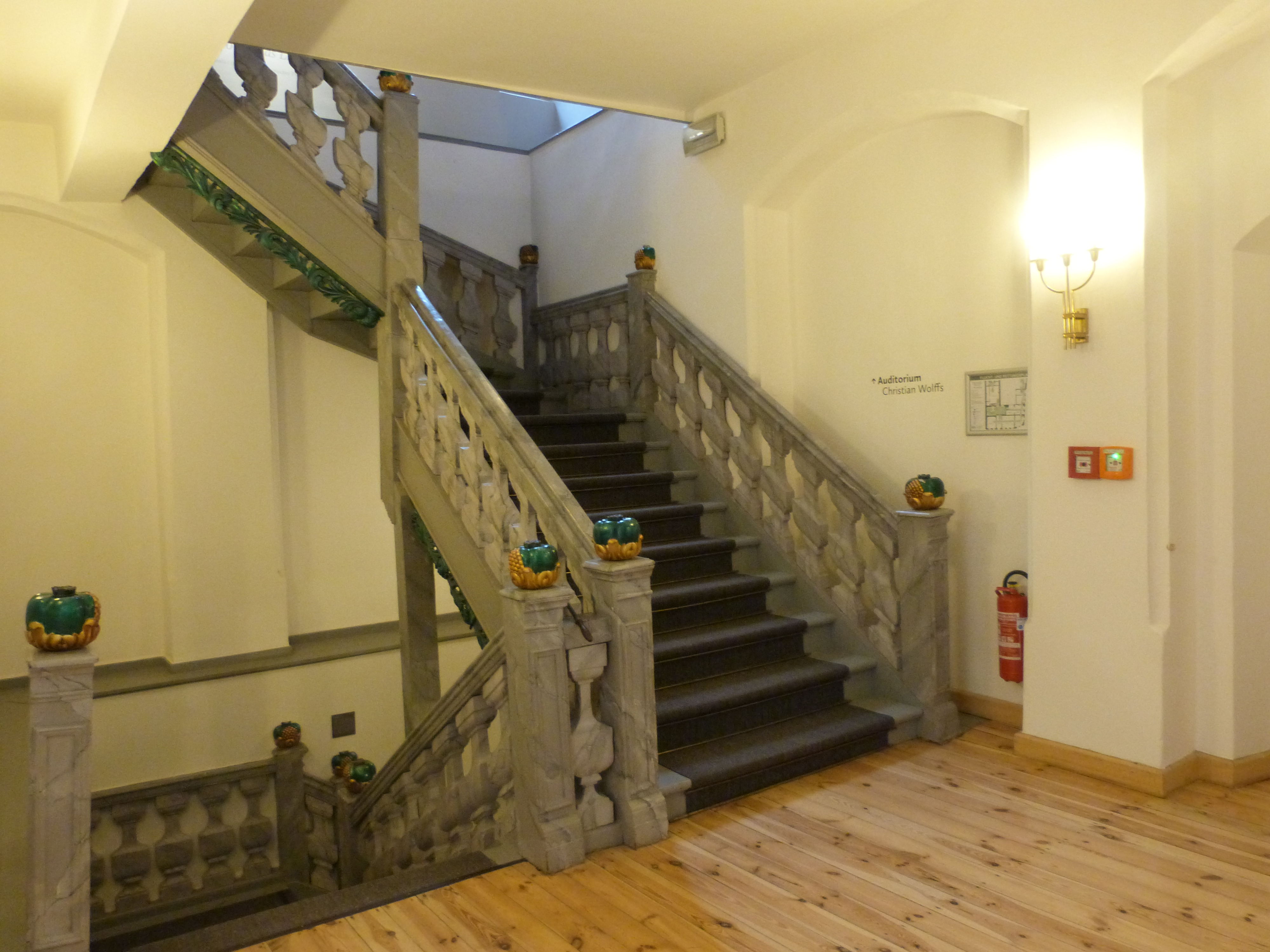
Treppenhaus des Christian-Wolff-Hauses

Es handelt sich um ein 1558 erbautes, das Platzbild des Kleinen Berlin prägendes massives Renaissancehaus mit markant gegliederten Zwerchgiebeln, das im Barock umgebaut wurde. Im Innern findet man ein repräsentatives Treppenhaus, bemalte Stuckdecken und Türgewände. Als Baumeister gilt Nickel Hoffmann (um 1510 – 1592), der bedeutendste Architekt der Renaissance in Halle. Das städtische Lehenbuch von 1608 gibt lückenlos Auskunft über die Besitzer des Hauses bis Mitte des 18. Jahrhunderts. Christian Wolff erwarb das Anwesen im Jahre 1741 und wohnte, arbeitete und lehrte hier bis zu seinem Tode 1754. Durch die nachfolgenden Besitzer wurde es zu einer Druckerei und Verlagsbuchhandlung umgewandelt. Ab dem Ende des 19. Jahrhunderts befanden sich im Haupthaus, bis es seit dem 21. März 1954 als Heimatmuseum genutzt wurde, Büro-, Lager- und Wohnräume. Am 6. Dezember 2021 wurde an der Südseite auf dem Platz Kleiner Berlin das weltweit erste Christian-Wolff-Denkmal enthüllt. Am 6. Dezember 1740 kehrte Wolff aus dem Marburger Exil feierlich nach Halle zurück. Hier ist Sitz und gängiger Tagungsort der Christian-Wolff-Gesellschaft.

### Druckereigebäude

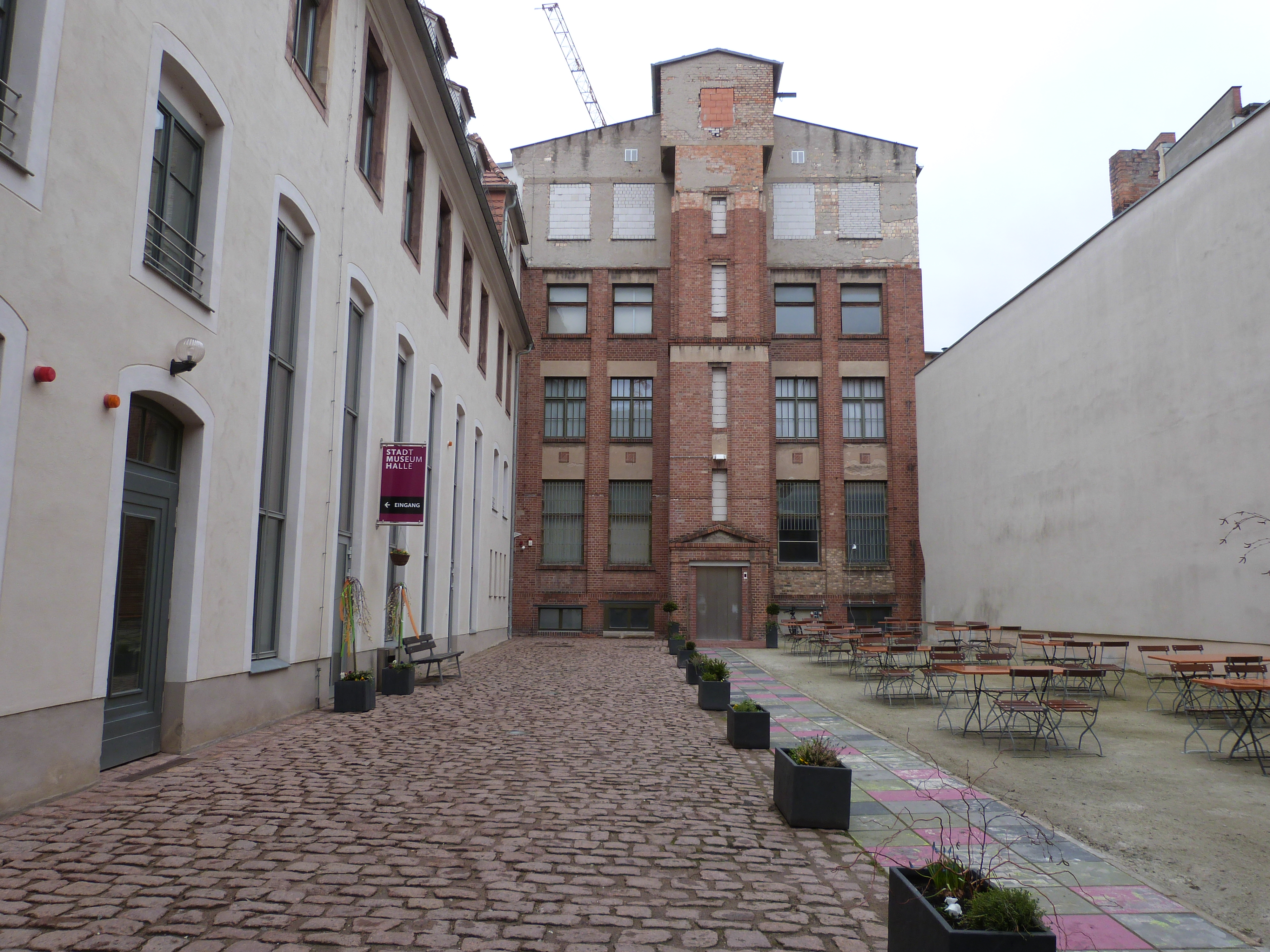
Ehemalige Druckerei- und Verlagsgebäude im Hof des Christian-Wolff-Hauses

Von 1764 bis 1945 war das Christian-Wolff-Haus auch Sitz des Druck- und Verlagshauses Gebauer-Schwetschke. Das Druckereigebäude im Hof der Großen Märkerstraße 10 wurde 1914/15 in Industriebauweise errichtet. Nach der Verstaatlichung des Unternehmens im Jahre 1945 wurde das Gebäude bis 1992 noch als Druckerei genutzt.

### Schützenhaus Glaucha

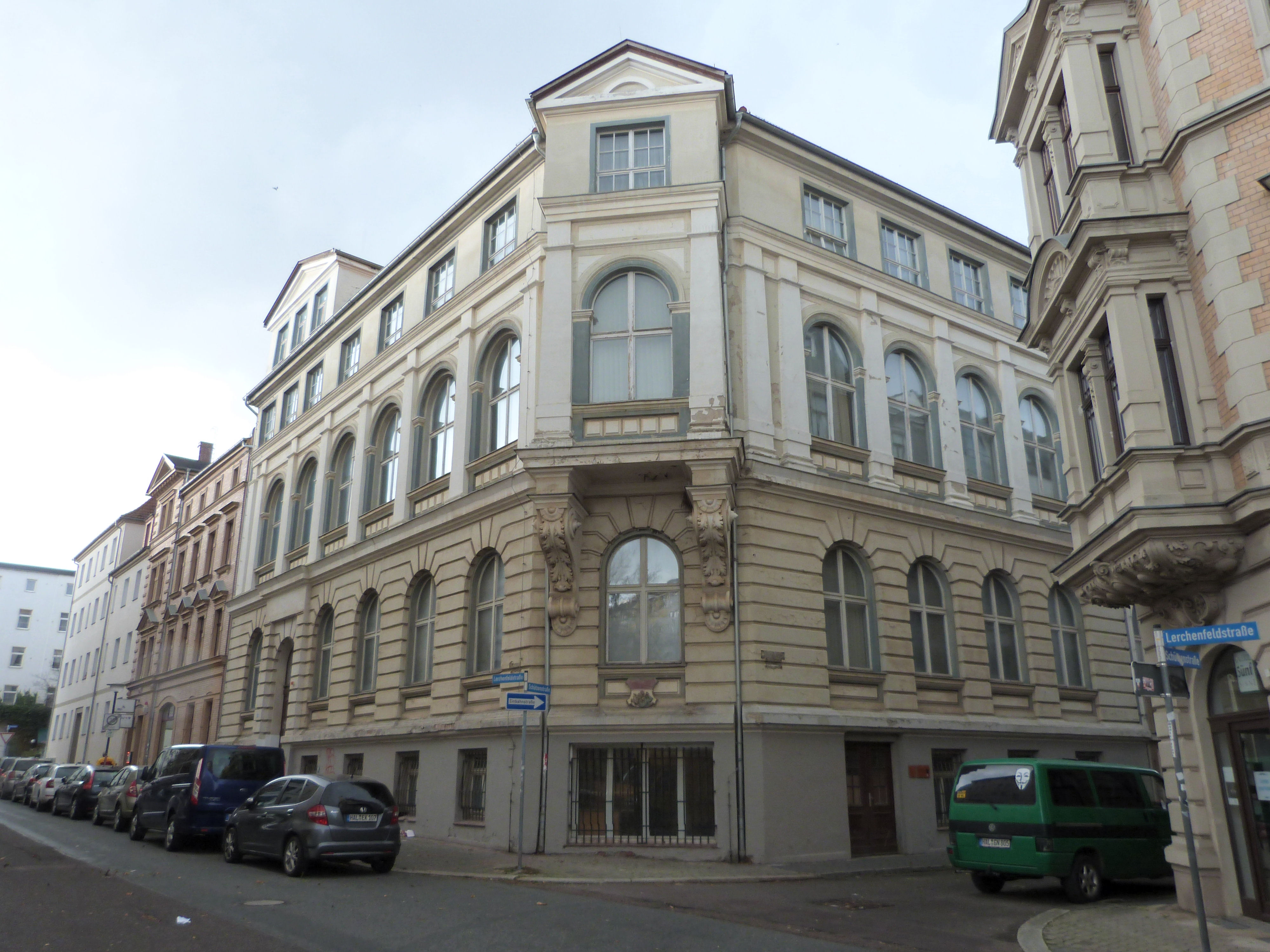
Schützenhaus Glaucha

1886 erbauten die Architekten Albert und Ernst Heinrich Giese im Auftrag der Glauchaer Schützengesellschaft in der Lerchenfeldstraße ein Gesellschaftshaus mit Schießstand, Kegelbahn, Gastwirtschaft, das bereits 1898 wegen schlechter Vermögensverhältnisse wieder verkauft werden musste. Es handelt sich um einen zweieinhalbgeschossigen Putzbau in Neurenaissanceformen mit Eckerker auf reich mit Akanthuslaub verzierten Konsolsteinen in hervorgehobener städtebaulicher Position. Nach mehreren Besitzerwechseln wurde hier 1929 von der KPD eine Lenin-Gedenkstätte eingerichtet, die als älteste Gedenkstätte dieser Art in Deutschland gilt.

### Roter Turm
Der Rote Turm ist Teil des Wahrzeichens der Stadt Halle. Dieses bildet er gemeinsam mit den vier Türmen der Marktkirche Unser Lieben Frauen. Halle wird wegen der markanten Silhouette dieser beiden Bauten auch oft als Stadt der Fünf Türme bezeichnet. Der Turm brannte am 16. April 1945 durch Artilleriebeschuss aus und verlor seinen charakteristischen Turmhelm. Bis auf die Turmumbauung wurde er wiederhergestellt.

### Hausmannstürme
Zwei von vier Türmen der Marktkirche laden zum Besuch ein. Nachdem man die 225 Stufen der Hausmannstürme erklommen hat, hat man einen Rundumblick über die Stadt. Hier arbeitete und wohnte bis 1916 ein Türmer samt Familie. Früher wachte er über die Stadt und schlug bei Feuer auf der Sturmglocke Alarm. Es gibt auch ein Hochzeitszimmer hier oben.

### Leipziger Turm
Der Leipziger Turm ist ein frei stehender Wartturm, der zur städtischen Befestigungsanlage gehörte.
Er wurde Mitte des 15. Jahrhunderts neben dem 1819 abgerissenen Galgtor errichtet, weshalb er bis Mitte des 19. Jahrhunderts auch die Bezeichnung Galgtorturm trug. Der Turm hat eine Höhe von 44 m. Von ihm aus konnte der Galgberg (der heutige Riebeckplatz) überschaut und die Stadt vor heranrückenden Gefahren von außerhalb und Feuer innerhalb der Stadt gewarnt werden.

### Oberburg Giebichenstein
Die Burg Giebichenstein ist eine Burg auf etwa 87 m über NN in Ortslage des Stadtteils Giebichenstein der Stadt Halle. Sie ist Bestandteil der Straße der Romanik. Auf dem Gelände der Unterburg befindet sich ein Teil des Kunstcampus' der Burg Giebichenstein Kunsthochschule Halle.

## Dauerausstellungen
Im Christian-Wolff-Haus wird seit Dezember 2012 die neue Dauerausstellung zum 18. Jahrhundert unter dem Titel Geselligkeit und die „Freyheit zu philosophieren“ – Halle im Zeitalter der Aufklärung gezeigt. Zu dieser Ausstellung gehört als Entree die Präsentation Gedankenspiel, in dessen Mittelpunkt der Philosoph Christian Wolff steht.
Am 12. Mai 2013 wurde im ehemaligen Druckereigebäude der erste Teil der interaktiven Dauerausstellung zur Geschichte der Stadt Halle mit dem Titel Entdecke Halle eröffnet. Er umfasst den Prolog und die Themen „Halle als Siedlung“, „Made in Halle“ und „Die Welt in Halle“. Am 27. April 2018 öffneten sich die Türen zum zweiten Teil mit den Themenbereichen „Stadt- und Kirchengeschichte“, „Politische Gemeinde“, „Kommen und Gehen“ (Migrationsgeschehen), „Portraitgalerie“, „Wahrzeichen“ (z. B. Esel, der auf Rosen geht). Hier ist auch die Plattform untergebracht, eine 40 m² große Fläche mit Tischen, Stühlen und mobilen Vitrinen, die die Besucher für eigene Formate (wie z. B. Geschichtsstammtische) nutzen können.
Die dritte Dauerausstellung im Haus, „homestory“, zeigt die Geschichte des Stadtmuseums als ehemaligem Standort der Druckerei „Gebauer und Schwetschke“. Druck- und Prägemaschinen, die hier ursprünglich eingesetzt waren, sind zu sehen. Besonders ungewöhnlich ist eine Installation zur Sprache der Drucker: Jedem Buchstaben ist ein eigenes Wort und diesem ein eigener „Spind“ zugeordnet. Das Spannungsfeld zwischen analogem Buchdruck und digitaler Informationsvermittlung wird in einem Gespräch zwischen dem barocken Verleger und einer jungen Frau mit internetfähigem Telefon gezeigt.

## Sonderausstellungen
Das Museum veranstaltet regelmäßig Sonderausstellungen zu Themen mit historischem oder aktuellem Bezug aus den Bereichen Kunst, Kultur und Technik.